# 雷恩第一大學
雷恩第一大學（法語：Université de Rennes 1）是法国布列塔尼大区雷恩的公立大学。它是法国布列塔尼大区四个大学中的一个。在2016年，学校共有27863名学生，其中539名来自东亚。雷恩一大拥有39个科研中心。学校的经费约285000000欧元。在上海交大2011年的世界大学学术排名中,雷恩一大被排在了301-400名之间。学校主要有3个校区，包括在雷恩市中心的经济管理学院与法律政治学院，在东市郊博略（Beaulieu）的理科学院以及在西市郊维勒让（Villejean）的医药学院（医学，药学，牙医等）。除此之外，雷恩一大在布列塔尼大区的圣马洛，圣布里厄及拉尼永也有分院。

## 院系
- 經濟與管理學院
- 法律與政治學院

- 化学
- 电子学
- 数学
- 物理学
- 地球物理学
- 生命科学

- 医学
- 药理学
- 哲學系

## 国际合作
2017年学校与东南大学共同成立了东南大学雷恩研究生学院。

## 参看
- 法国大学列表
- 雷恩
- 雷恩第二大學

## 外部連結
- 雷恩第一大學 （页面存档备份，存于）